# Raorchestes akroparallagi
Raorchestes akroparallagi es una especie de anfibio anuro de la familia Rhacophoridae.

## Distribución geográfica
Esta especie es endémica de los Ghats occidentales en la India. Se encuentra en Kerala y Tamil Nadu.

## Etimología
El nombre específico akroparallagi proviene del griego akros, que significa extremo, y de parallagi, que significa la variación, con referencia a la gran variación del color dorsal de esta especie.

## Publicación original
- Biju & Bossuyt, 2009 : Systematics and phylogeny of Philautus Gistel, 1848 (Anura, Rhacophoridae) in the Western Ghats of India, with descriptions of 12 new species. Zoological Journal of the Linnean Society, vol. 155, p. 374-444.[4]